# Nonea persica
Nonea persica är en strävbladig växtart som beskrevs av Pierre Edmond Boissier. Nonea persica ingår i släktet nonneor, och familjen strävbladiga växter. Utöver nominatformen finns också underarten N. p. suchtelenioides.